# Blepharis forgiarinii
Blepharis forgiarinii är en akantusväxtart som beskrevs av J.P. Lebrun och A.L. Stork. Blepharis forgiarinii ingår i släktet Blepharis och familjen akantusväxter. Inga underarter finns listade i Catalogue of Life.